# بولوغين
بولوغين من بلديات ولاية الجزائر تقع في قلب الجزائر العاصمة تابعة لـ دائرة باب الوادي.

## جغرافيا
| البحر الأبيض المتوسط | البحر الأبيض المتوسط | الرايس حميدو |
| باب الوادي           | إسم ؟                | الرايس حميدو |
| باب الوادي           | وادي قريش            | بوزريعة      |

## التسمية
الاسم الكامل لبلدية بولوغين هو بولوغين ابن زيري نسبةً لمؤسس مدينة الجزائر، بولوغين تمثل الحد الشمالي الشرقي لعمران ضواحي العاصمة الجزائرية بالمثل مع البلدية المجاورة لها باب الواد
سميت بسانت أوجان «القديس أوجان» إبان الاستعمار الفرنسي أي قبل استقلال الجزائر في 1962
وجدت بولوغين حتى قبل دخول الفرنسيين أي إبان الحكم العثماني حيث كانت خارج أسوار القصبة وبنى بايات الجزائر بها عدة حصون لحماية المدخل الغربي للقصبة من الغزاة.

## المساجد
- مسجد الفلاح
- مسجد الرجاء
- مسجد بلال ابن رباح (رضي الله عنه)
- مسجد الدعوة
- مسجد الشهداء
- مسجد خالد ابن الوليد (رضي الله عنه)
- مسجد علي ابن أبي طالب (رضي الله عنه)
- مسجد الإحسان
- مسجد أبي بكر الصديق (رضي الله عنه)
- مسجد البشير الإبراهيمي
- مسجد الأمة

## الصور

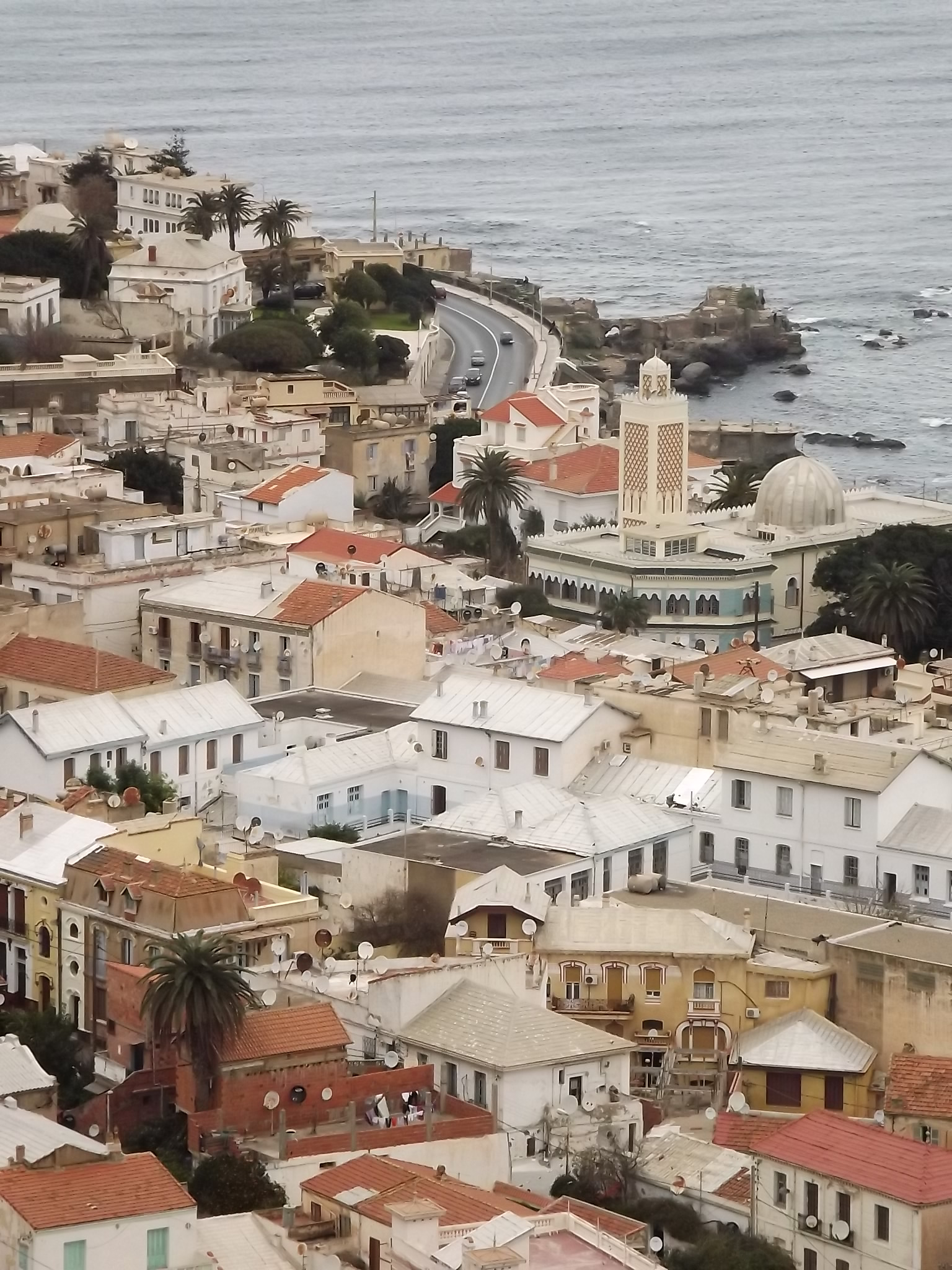
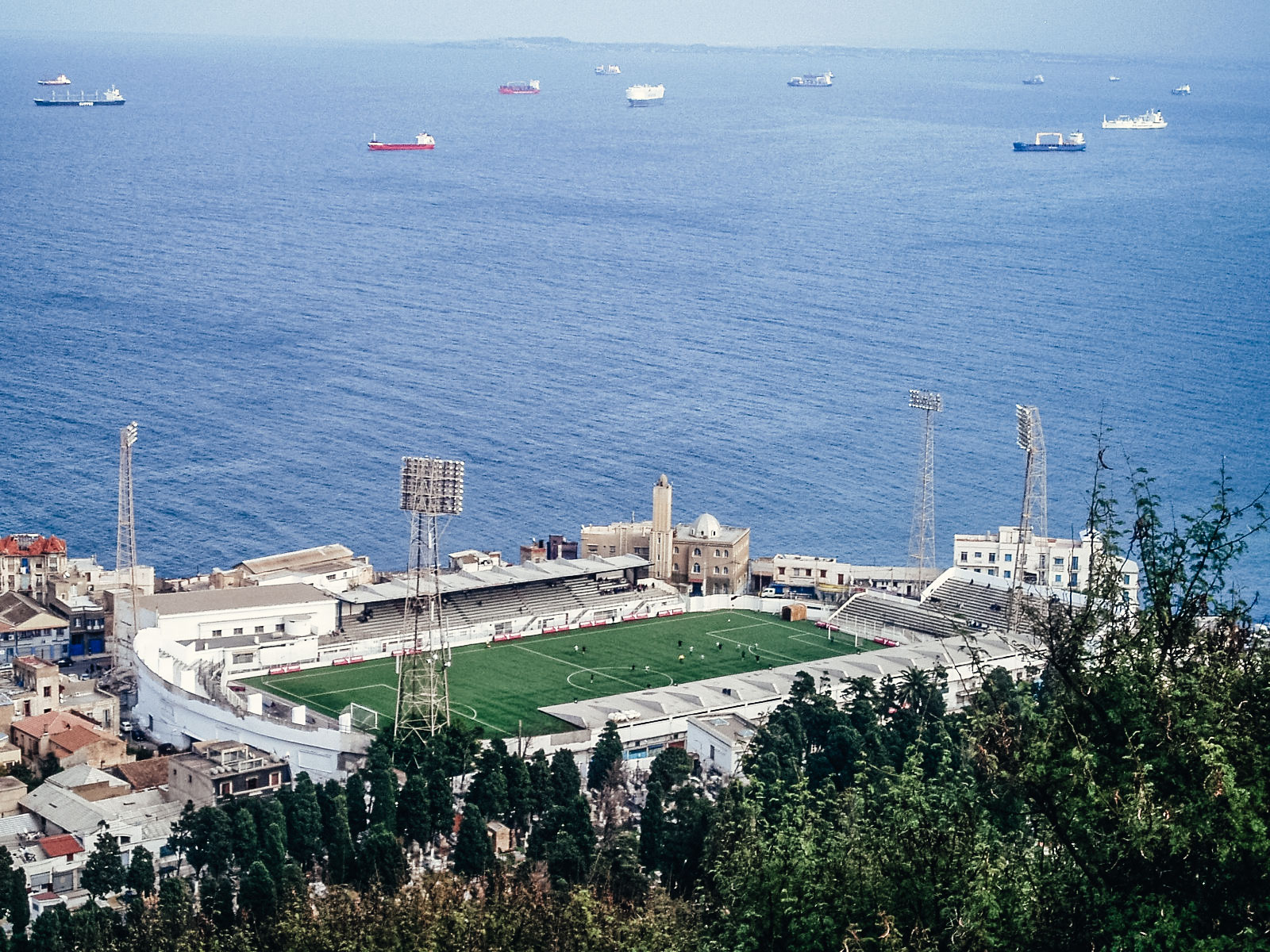
ملعب عمر حمادي ببولوغين
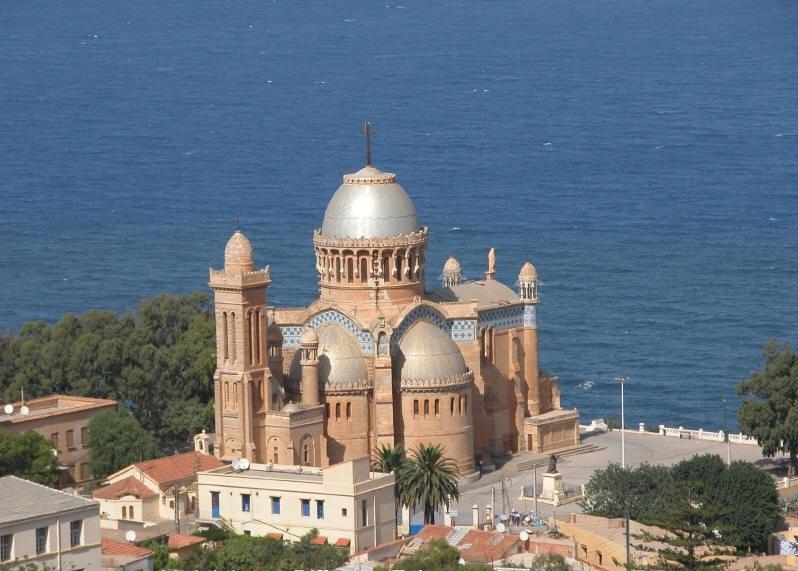
كاتدرائية السيدة الإفريقية ببولوغين.
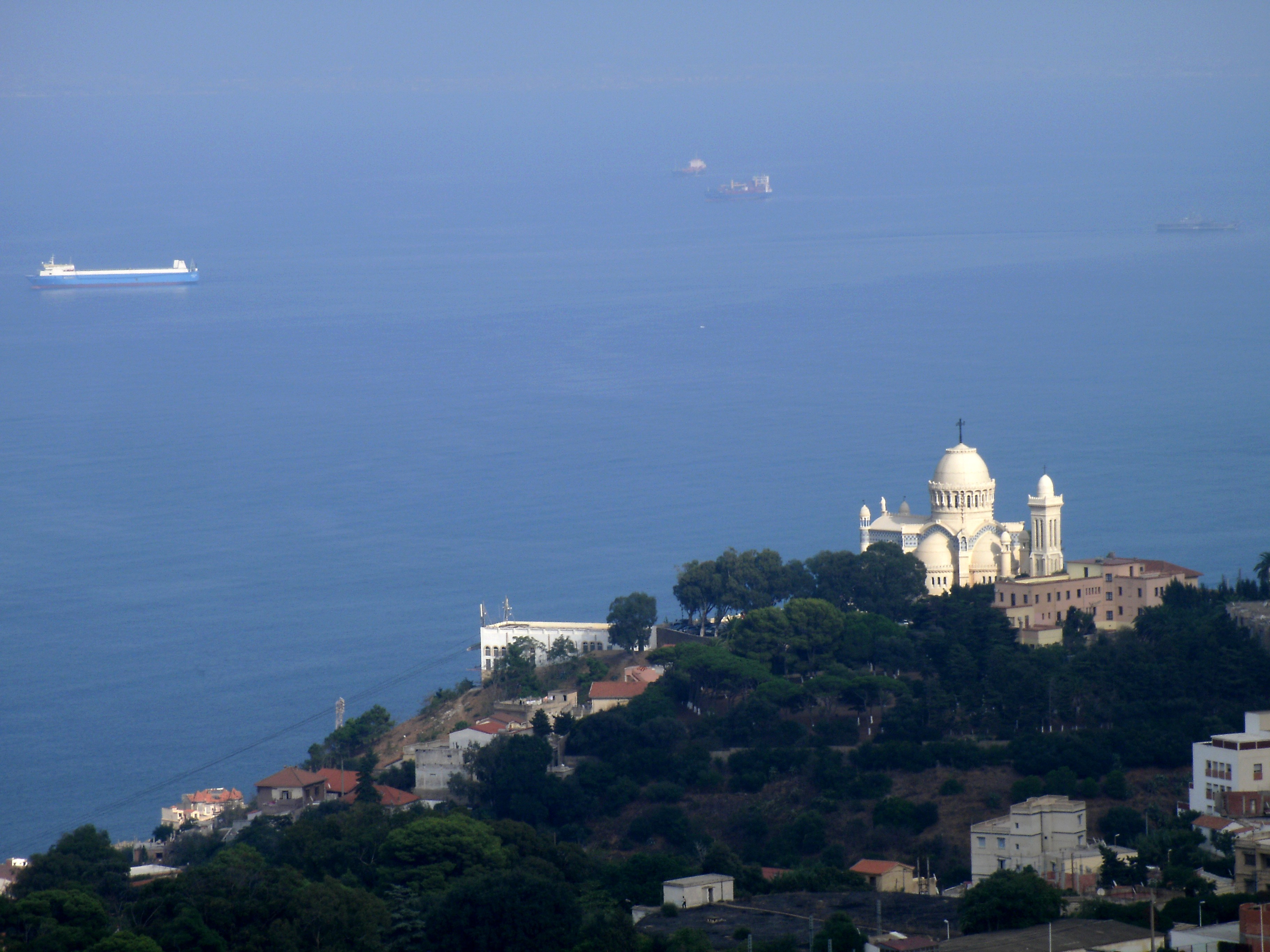
منظر عام على بولوغين.

## الشواطئ
تحتضن هذه البلدية العديد من الشواطئ:
- شاطئ عدن
- شاطئ الحوض الصغير
- شاطئ الجملين
- شاطئ الزيتونة
- شاطئ الغبرة

## شخصيات
- محمد بلحسين

## مواضيع ذات صلة
- تاريخ ولاية الجزائر
- بلديات ولاية الجزائر
- دوائر ولاية الجزائر